# Кейсі ДеСантіс
Джилл Кейсі ДеСантіс (англ. Jill Casey DeSantis, до шлюбу Блек, англ. Black, нар. 26 червня 1980) — колишня американська журналістка та ведуча телешоу, перша леді Флориди у шлюбі з губернатором Роном Десантісом.

## Ранні роки та освіта
Джилл Кейсі Блек народилася 26 червня 1980 року в Зейнсвіллі, штат Огайо, другою дитиною Роберта Блека, окуліста та колишнього офіцера ВПС США, і Жанни Капонігро, логопедки і дочки іммігранта з Сицилії.
Закінчила коледж Чарлстона, де здобула ступінь бакалавра наук з економіки, а також з французької мови.

## Кар'єра

### Телебачення
На початку своєї кар'єри ДеСантіс вела програми на телеканалі Golf Channel On The Tee та PGA Tour Today. Вона також була місцевою дикторкою і ведучою для телеканалу WJXT у Джексонвіллі, штат Флорида. Обіймала там кілька посад, у тому числі репортерки із загального призначення, ранкової ведучої та репортерки поліції.
У 2014 році ДеСантіс була креативною модераторкою The Chat, годинного ток-шоу, яке транслювалося на телеканалах медіа голдингу Tegna: WTLV (NBC) і WJXX (ABC) у Джеконсвілі. Вона вела щоденне місцеве ток-шоу First Coast Living, а також щотижневу програму The American Dream про підприємців. ДеСантіс написала і продюсувала телевізійний документальний фільм Champion, The JT Townsend Story про гравця команди з американського футболу коледжу Джей Т. Таунсенда. Вона також отримала регіональну премію Suncoast Emmy Award.
У 2018 році видання Florida Politics назвало ДеСантес «одним із найбільш впізнаваних облич на телебаченні Джексонвілля, яка багато працювала у двох місцевих програмах новин».

### Перша леді Флориди

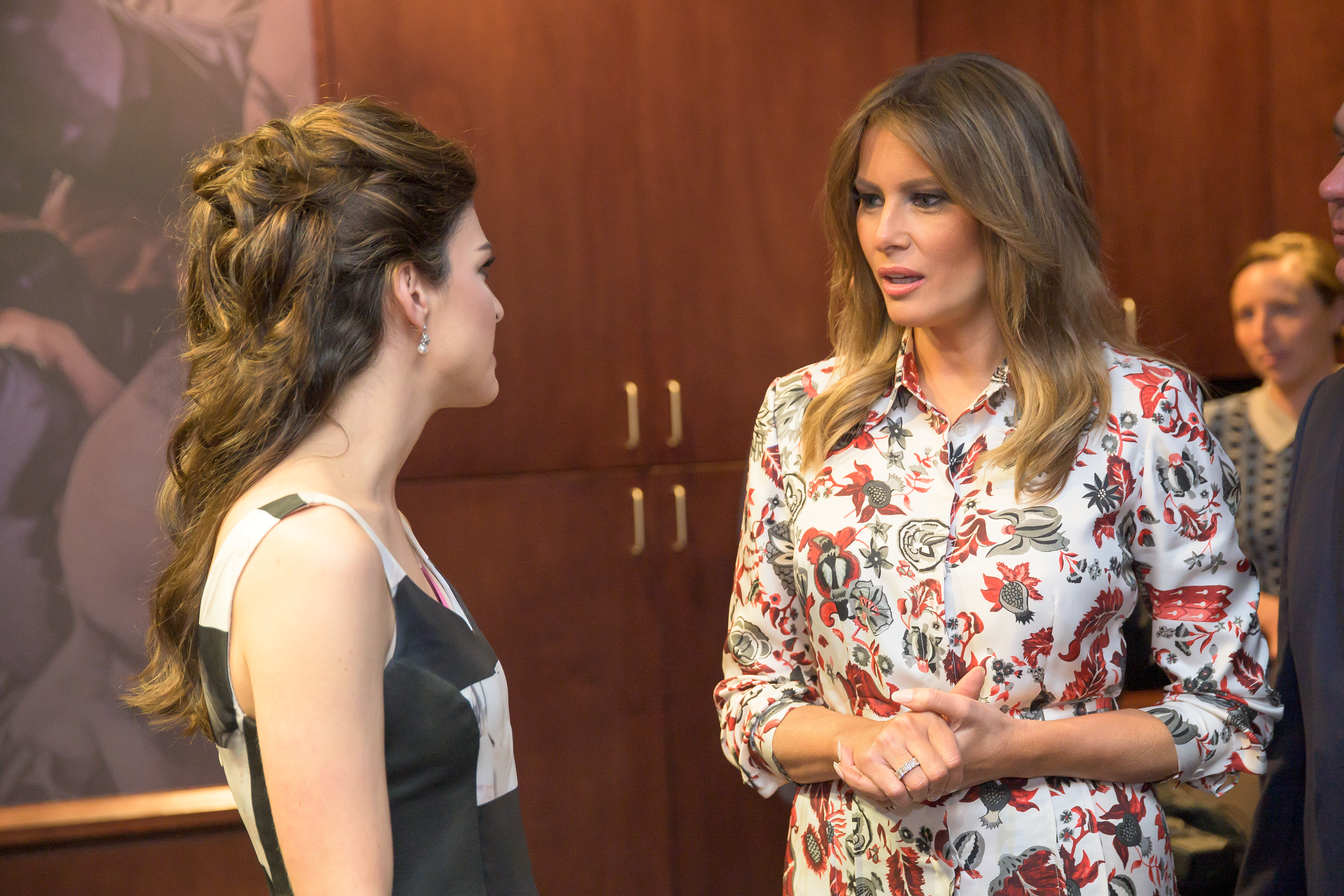
ДеСантіс і Меланія Трамп, 2019

У лютому 2019 року ДеСантіс заснувала «Медаль першої леді за відвагу, відданість і службу». Невдовзі після цього вона оголосила Місяць афроамериканської історії у Флориді у 2019 році як «Святкування державної служби», де вона та губернатор вшанували переможців студентських конкурсів «Місяця афроамериканської історії» у Флориді та лауреатів нагороди Excellence in Education Award в палаці губернатора Флориди. ДеСантіс визнала Мері Енн Керролл, єдину жінку-учасницю групи афроамериканських художників-пейзажистів Highwaymen, найкращою мисткинею Флориди цього місяця. 
DeSantis брала участь у Recovery Redfish Release для подолання наслідків викликаного бактеріями червоного припливу на узбережжі Флориди. «Я чула від тих, хто по всій Флориді розуміє, що наша вода має бути безпечною для наших сімей, відвідувачів та економіки». ДеСантіс проводила слухання про Венесуелу, допомогу після урагану та психічне здоров'я.
У серпні 2019 року ДеСантіс головувала на першому засіданні «Ради дітей та молоді Флориди» як її голова.

### Президентська кампанія Рона ДеСантіса 2024 року
ДеСантіс є радницею під час президентської кампанії свого чоловіка 2024 року.

## Особисте життя
На полі для гольфу вона познайомилася з Роном ДеСантісом, тодішнім морським офіцером у військово-морській базі Мейпорт. Вони одружилися 26 вересня 2009 року на Дісней Ворлд, що, за словами губернатора, виглядало «дещо іронічно» після його протистояння з цією компанією щодо Закону Флориди про батьківські права на освіту. У них троє спільних дітей: дві доньки та син.
4 жовтня 2021 року її чоловік повідомив, що у ДеСантіс виявили рак грудей. 3 березня 2022 року вона оголосила, що вже не хворіє на рак.
Як і її чоловік, Кейсі ДеСантіс є римо-католичкою.